# غاري روبرتسون
غاري روبرتسون (15 يوليو 1960 في نيوزيلندا - ) (بالإنجليزية: Gary Robertson)‏ هو لاعب كريكت نيوزلندي. شارك مع منتخب نيوزيلندا الوطني للكريكت.

## وصلات خارجية
- غاري روبرتسون على موقع إي آس بي آن كريك إنفو (الإنجليزية)